# Zarzuela del Pinar
Zarzuela del Pinar là một đô thị ở phía bắc tỉnh Segovia, Tierra de Pinares, Tây Ban Nha. Đô thị này có dân số năm 2008 là 549 người.
Zarzuela del Pinar có cự ly 40 km so với thủ phủ Segovia.